# Japan Post Bank

Hauptsitz der Japan Post Bank

Die Japan Post Bank Company, Limited (JP Bank, jap. 株式会社ゆうちょ銀行, Kabushiki kaisha Yūcho Ginkō) ist eine japanische Bank. Der Hauptsitz des Unternehmens befindet sich in Tokio.
Das am 1. Oktober 2006 gegründete Geldinstitut ist eine Tochter der Japan Post Group.
Die Bank verwaltet Einlagen von ungefähr 188 Billionen Yen (1,1 Bill. Euro). Mit einer Bilanzsumme von 1.802 Milliarden US-Dollar zählt die Japan Post Bank zu den 20 größten Banken der Welt (Stand 2016).